# ديف رايت
ديف رايت (بالإنجليزية: Dave Wright)‏ (5 أكتوبر 1905 بكيركالدي في المملكة المتحدة - 1 يناير 1955) هو لاعب كرة قدم بريطاني (وحمل سابقاً جنسية المملكة المتحدة لبريطانيا العظمى وأيرلندا) في مركز الهجوم. لعب مع نادي ليفربول ونادي برادفورد بارك أفنيو.

## وصلات خارجية
- ديف رايت على موقع قاعدة بيانات كرة القدم.إي يو (الإنجليزية)
- ديف رايت على موقع عالم كرة القدم.نت (الإنجليزية)